# Juan Jesus
Juan Guilherme Nunes Jesus, mer känd som Juan Jesus eller enbart Juan, född den 6 oktober 1991 i Belo Horizonte, Brasilien, är en brasiliansk fotbollsspelare som spelar för Napoli. 
Han var med och tog OS-silver i herrfotbollsturneringen vid de olympiska fotbollsturneringarna 2012 i London.

## Karriär
Den 18 augusti 2021 värvades Jesus av Napoli, där han skrev på ett ettårskontrakt med option på ytterligare ett år. I april 2023 förlängde Jesus sitt kontrakt fram till juni 2025 med en option på ytterligare två år.